# Nahuiogpan
Nahuiogpan är en ort i Mexiko.   Den ligger i kommunen Cuetzalan del Progreso och delstaten Puebla, i den sydöstra delen av landet, 180 km öster om huvudstaden Mexico City. Nahuiogpan ligger 898 meter över havet och antalet invånare är 398.
Terrängen runt Nahuiogpan är bergig, och sluttar norrut. Runt Nahuiogpan är det ganska tätbefolkat, med 179 invånare per kvadratkilometer. Närmaste större samhälle är Ciudad de Cuetzalan, 1,2 km söder om Nahuiogpan. I omgivningarna runt Nahuiogpan växer i huvudsak städsegrön lövskog.